# Chrystus w grobie

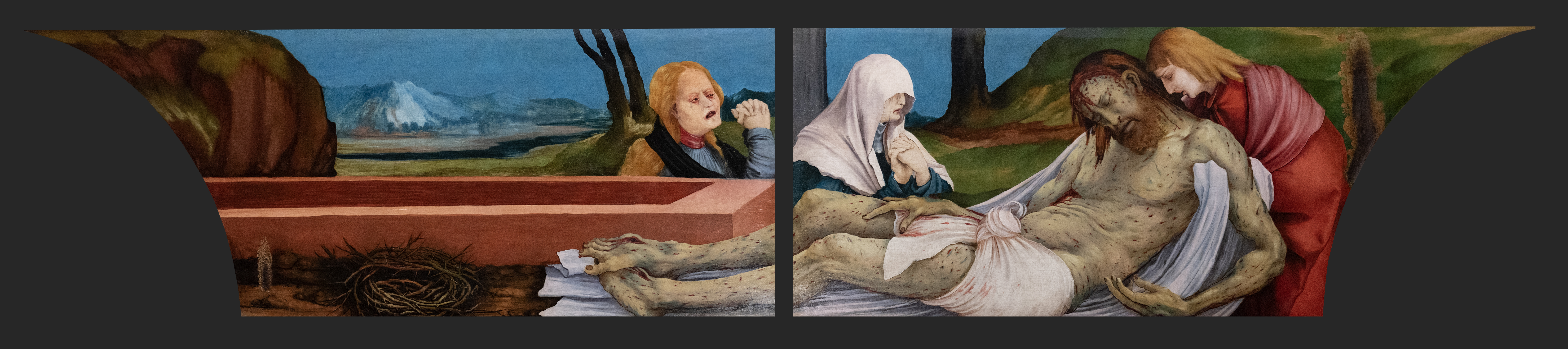
Matthias Grünewald, predella Ołtarza z Isenheim

Chrystus w grobie (Ciało martwego Chrystusa w grobie) – obraz olejny Hansa Holbeina młodszego, namalowany na desce w latach 1521–1522. Ukazuje ciało martwego Chrystusa, złożone do grobu i noszące już cechy rozkładu. Dzieło przechowywane jest w Muzeum Sztuki w Bazylei.

## Opis
Dzieło Holbeina przedstawia martwe ciało Chrystusa złożone w grobie po ukrzyżowaniu. O tym, że jest to Jezus, świadczą charakterystyczne rany na ciele – przekłute gwoździami dłonie i stopy oraz rana w boku, brakuje natomiast śladów po koronie cierniowej. Poza tym ciało nie posiada żadnych atrybutów boskości, wygląda jak zwłoki zwykłego człowieka, zamęczonego na śmierć. Na obrazie widać prawą połowę ciała martwego Jezusa, ciało jest nagie, przykrywa je jedynie biały materiał, pod którym zarysowane są genitalia. Zwłoki noszą już pierwsze ślady rozkładu – twarz, ręka i stopy nabrały sinozielonego zabarwienia, usta zmarłego są blade (według niektórych przekazów Holbein miał przy malowaniu Chrystusa wzorować się na ciele topielca, którego wyłowiono z Renu). Ciało Chrystusa jest niezwykle wychudzone, jego oczy i usta pozostają otwarte (jakby sugerowały, że pomimo śmierci, Jezus nadal patrzy i przemawia). Dłoń Jezusa znajduje się w miejscu oddzielającym prawą stronę obrazu od lewej, wszystkie palce są podkurczone, jedynie palec środkowy jest wyprostowany. Obraz Holbeina akcentuje nie boską, a ludzką naturę Chrystusa – przedstawia go w momencie, w którym zetknął się on z przeznaczoną każdemu człowiekowi śmiercią.
Obraz ma nietypowy, horyzontalny układ. Jego kształt sugeruje, że być może miał służyć jako ozdoba predelli. Jest to jednak wątpliwe ze względu na perspektywę, sprawiającą, że odbiorca powinien zapoznawać się z tym obrazem pod kątem. Obraz mógł być też samodzielnym dziełem lub być przeznaczony do umieszczenia w niszy grobowca.
Inspiracją do obrazu była zapewne twórczość Matthiasa Grünewalda i jego Ołtarz z Isenheim (1512–1515, Muzeum Unterlinden, Kolmar), a zwłaszcza predella do ołtarza, na której ukazane zostało złożenie Chrystusa do grobu. Ojciec Holbeina, Hans Holbein starszy, pracował do swojej śmierci w tym samym klasztorze, dla którego Grünewald namalował Ołtarz z Isenheim. Holbein młodszy mógł widzieć Ołtarz ze względu na niewielką odległość dzielącą Isenheim i Bazyleę, w której działał. Jednak Holbein młodszy, w przeciwieństwie do Grünewalda, w swoim obrazie przedstawiającym martwego Chrystusa, nie epatuje okrucieństwem i nie podkreśla jego ran.

## Nawiązania
Obraz Chrystus w grobie zrobił ogromne wrażenie na Fiodorze Dostojewskim podczas jego pobytu w Bazylei latem 1867 roku. Żona pisarza opisała to następująco: 

dzieło niezwykłe, które mnie po prostu przestraszyło, a Fiedią wstrząsnęło do tego stopnia, że stwierdził, że Holbein jest niezwykłym artystą i poetą. (...) U Holbeina (...) ciało Chrystusa jest wychudłe. Widać kości i żebra. Ręce i nogi są przebite na wylot, rozpuchnięte i posiniałe jak u trupa, który już się zaczął rozkładać. (...) Dajmy na to, że jest to niezwykle prawdziwe, ale zupełnie nieestetyczne. We mnie wzbudziło tylko obrzydzenie i jakiś strach. Fiedia zachwycał się tym obrazem. Chcąc oglądać go z bliska, wszedł na krzesło.

Wstrząs wywołany widokiem obrazu był tak silny, że Anna Dostojewska musiała odciągnąć od niego męża, aby nie dostał on ataku epilepsji. Doświadczenie to znalazło odbicie w powieści Dostojewskiego Idiota – główny bohater powieści, książę Myszkin, ogląda reprodukcję obrazu Holbeina w mieszkaniu swojego rywala Rogożyna. Stwierdza wtedy, że widok Chrystusa poddanego brutalnej fizjologii śmierci może doprowadzić niejednego chrześcijanina do utraty wiary.